# Кастильо, Ленин
Хильберт Ленин Кастильо Ривера (исп. Gilbert Lenin Castillo Rivera; род. 21 августа 1988, Санто-Доминго) — доминиканский боксёр, джорнимэн, представитель полусредней и полутяжёлой весовых категорий. Выступал за национальную сборную Доминиканской Республики во второй половине 2000-х годов, участник Олимпийских игр (2008), многократный победитель и призёр турниров международного значения в любителях. Среди профессионалов бывший претендент на титул чемпиона мира по версии WBA (2019), чемпион Северной Америки по версии WBO NABO (2018) и чемпион Латинской Америки по версии WBO Latino (2018—2020) в полутяжёлом весе.

## Биография
Кастильо-старший был большим сторонником марксистко-ленинских идей, именно этим и объясняется необычное имя, которое он выбрал для своего сына, родившегося 21 августа 1988 года в Санто-Доминго, Доминиканская Республика.
Ленин Кастильо занимался боксом в клубе Хулито Лопеса в Лос-Мине под руководством тренера Папито Пухольса. Юноша делал определённые успехи, методично и терпеливо оттачивая приёмы и удары, но первый большой успех к нему пришёл лишь в 18 лет.

### Любительская карьера
Кастильо заявил о себе в боксе в сезоне 2006 года, выиграв панамериканское юниорское первенство в Буэнос-Айресе.
В 2007 году вошёл в основной состав доминиканской национальной сборной: выиграл бронзовую медаль на Боливарианских играх в Венесуэле, стал серебряным призёром на Копа Романа — в обоих случаях был остановлен венесуэльским боксёром Омаром Морено.
На американской олимпийской квалификации в Порт-оф-Спейн значительных успехов не добился, уступив в четвертьфинале представителю США Оскару Молине, но позже на аналогичных соревнованиях в Гватемале одолел всех своих соперников по турнирной сетке и тем самым прошёл отбор на летние Олимпийские игры 2008 года в Пекине. В этом сезоне также отметился победой на турнире Хосе Апонте в Пуэрто-Рико, принял участие в матчевой встрече со сборной США, проиграв по очкам американцу Энтони Кэмпбеллу, выступил на международном турнире «Золотой пояс» в Румынии. На Олимпийских играх уже в стартовом поединке категории до 69 кг со счётом 6:9 потерпел поражение от украинца Александра Стрецкого и сразу же выбыл из борьбы за медали.
После пекинской Олимпиады Кастильо ещё в течение некоторого времени оставался в составе боксёрской команды Доминиканской Республики и продолжал принимать участие в крупнейших международных турнирах. Так, в 2009 году в полутяжёлом весе он взял бронзу на Мемориале Хиральдо Кордова Кардин на Кубе и на панамериканском чемпионате в Мехико. На чемпионате мира в Милане благополучно прошёл первых двоих соперников, тогда как в третьем бою в 1/8 финала со счётом 1:11 проиграл узбеку Эльшоду Расулову.

### Профессиональная карьера
Покинув расположение доминиканской сборной, в августе 2010 года Кастильо успешно дебютировал на профессиональном уровне. Начиная с апреля 2012 года сотрудничал с промоутерской компанией Acquinity Sports, где выступал вместе со своими известными соотечественниками Мануэлем Феликсом Диасом и Архенисом Мендесом. В течение шести лет одержал в общей сложности 15 побед, и лишь в одном из его поединков была зафиксирована ничья.
Первое в профессиональной карьере поражение потерпел в феврале 2017 года — решением большинства судей от непобеждённого американца Джозефа Уильямса (10-0).
Выиграв три последующих боя, в августе 2018 года встретился с другим американским проспектом Маркусом Брауном (21-0) и уступил ему единогласным решением.
Позже завоевал и защитил титул чемпиона Латинской Америки в полутяжёлом весе по версии Всемирной боксёрской организации (WBO).
В 2019 году удостоился права оспорить титул чемпиона мира по версии Всемирной боксёрской ассоциации (WBA), принадлежащий россиянину Дмитрию Биволу (16-0). Противостояние между ними продлилось все отведённые двенадцать раундов, в итоге судьи единогласным решением отдали победу Биволу.
В следующий раз вышел в ринг только в июле 2021 году подравшись на родине с небитым проспектом из Венесуэлы Рональдом Гонсалесом (8-0, 8 КО). В 1-м раунде после плотного попадания от Кастильо у венесуэльца образовалась гематома. Поврежджение увеличивалось с каждым раундом, после 4-го доктор рекомендовал рефери остановить бой. Победа ТКО 4 Кастильо. 
25 сентября 2021 года проиграл быстрым нокаутом экс-чемпиону Каллуму Смиту (28-1, 20 KO) который проводил дебютный бой в полутяжах (до 79,4 кг). Первый раунд Кастильо прове в защите и разведке. Смит обладавший заметным преимуществом в габаритах работал от джеба и периодически пробивал боковые. Во втором раунде Ленин пропустил правый боковой и оказался в тяжелейшем нокауте.
В 2022 году провел три восстановительных боя в Доминиканской Республике в которых победил малоизвестных соперников нокаутами во 2-м, 3-м, и 4-м раунде.
23 сентября 2023 года в Монако вышел на бой против венесуэльского проспекта-нокаутёра Альберта Рамиреса (17-0, 15 КО) и уступил в конкурентном бою. Левша -нокаутер из Венесуэлы сделал ставку на свой удар, а ленин пытался сконтрить. Во второй половине Рамирес устал начал вязаться, клинчевать и нарушать правила. Унылый и вязкий бой закончился по очкам со счётом: 97-92, 96-93 и 95-94 в пользу венесуэльца.
В 2024 году в близком бою победил малоизвестного соотечественника, а в октябре в Пуэрто-Рико проиграл небитому колумбийцу Хуану Коррилло (12-0). Счёт судей составил: 91-99, 90-100, 92-98. На ставке был второстепенный пояс чемпиона IBF Latino
24 января 2025 года в Плант-Сити (Флорида, США) проведет бой против непобежденного проспекта из Пуэрто-Рико Наджи Лопеса (12-0)